# Acquedotto di Segovia
L'acquedotto di Segovia è uno dei monumenti più importanti e meglio conservati tra quelli lasciati dagli antichi romani nella penisola iberica. È uno dei simboli della città di Segovia, come evidenziato anche dalla sua presenza nello stemma cittadino.
Nel 1985 è stato inserito, insieme alla città vecchia, tra i Patrimoni dell'umanità dell'UNESCO.

## Descrizione

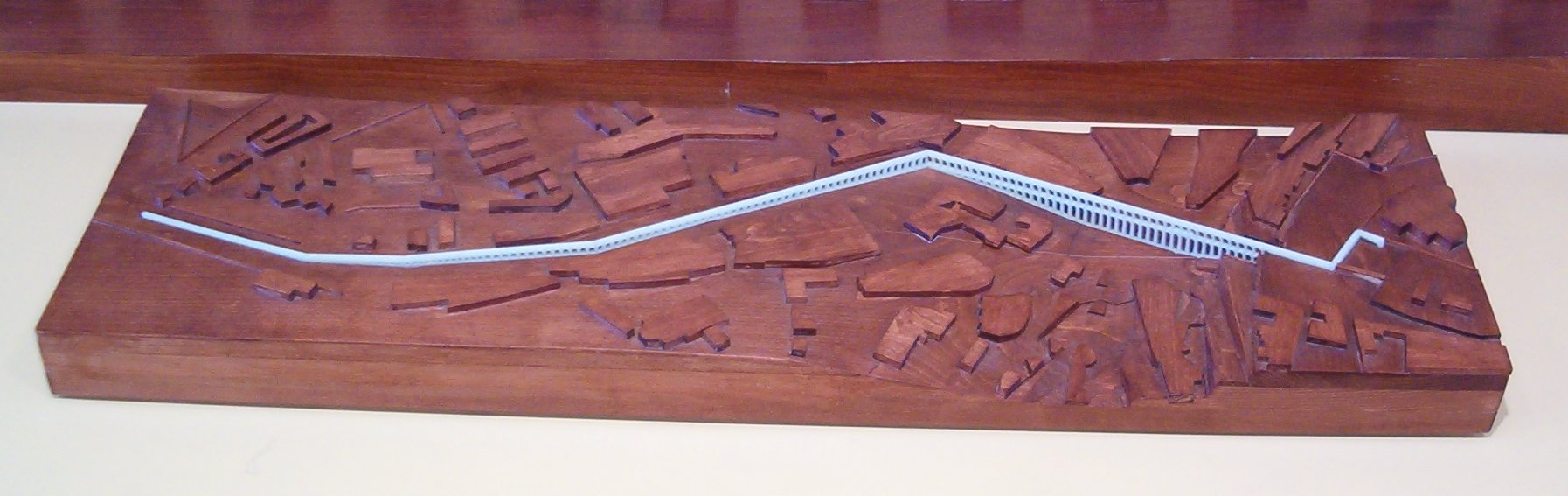
Modello in scala che mostra il percorso dell'acquedotto

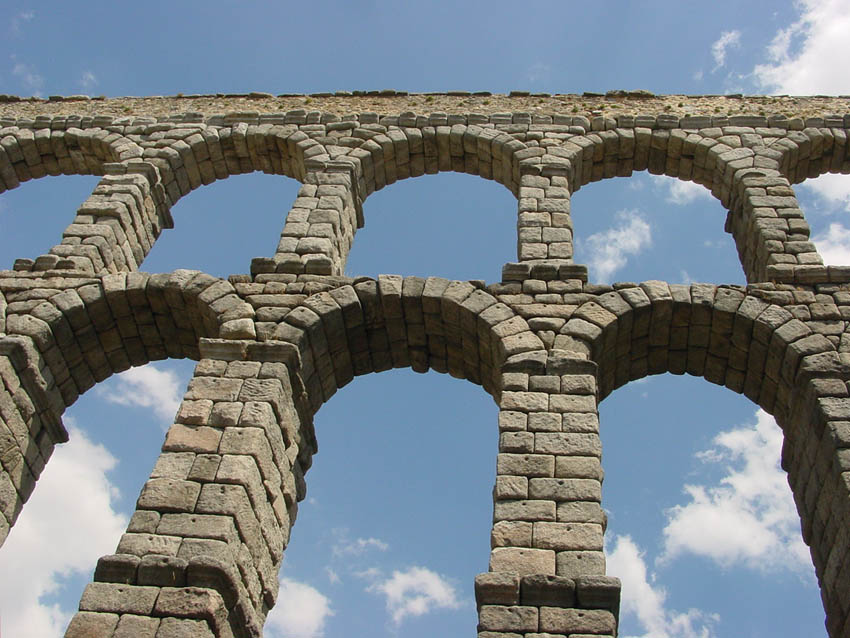
L'acquedotto visto dal basso

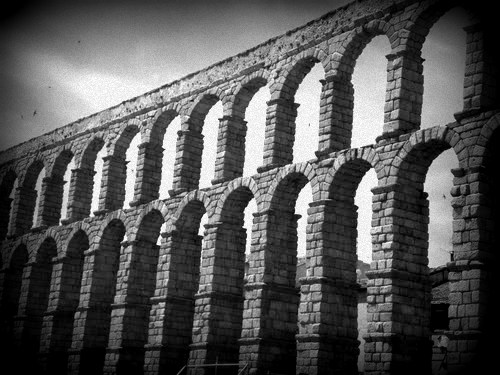
Acquedotto di Segovia

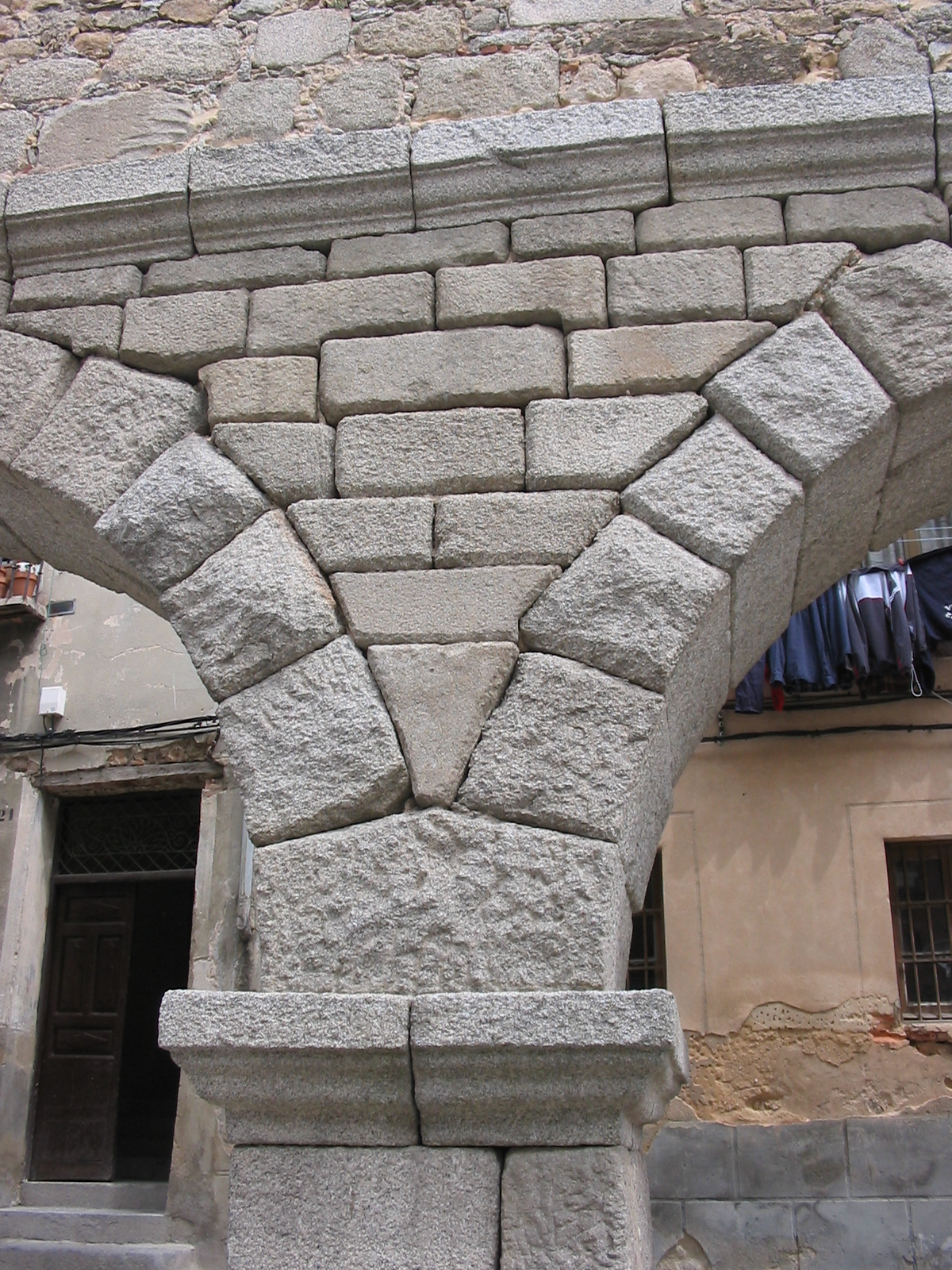
Dettaglio di una parte dell'acquedotto già restaurata

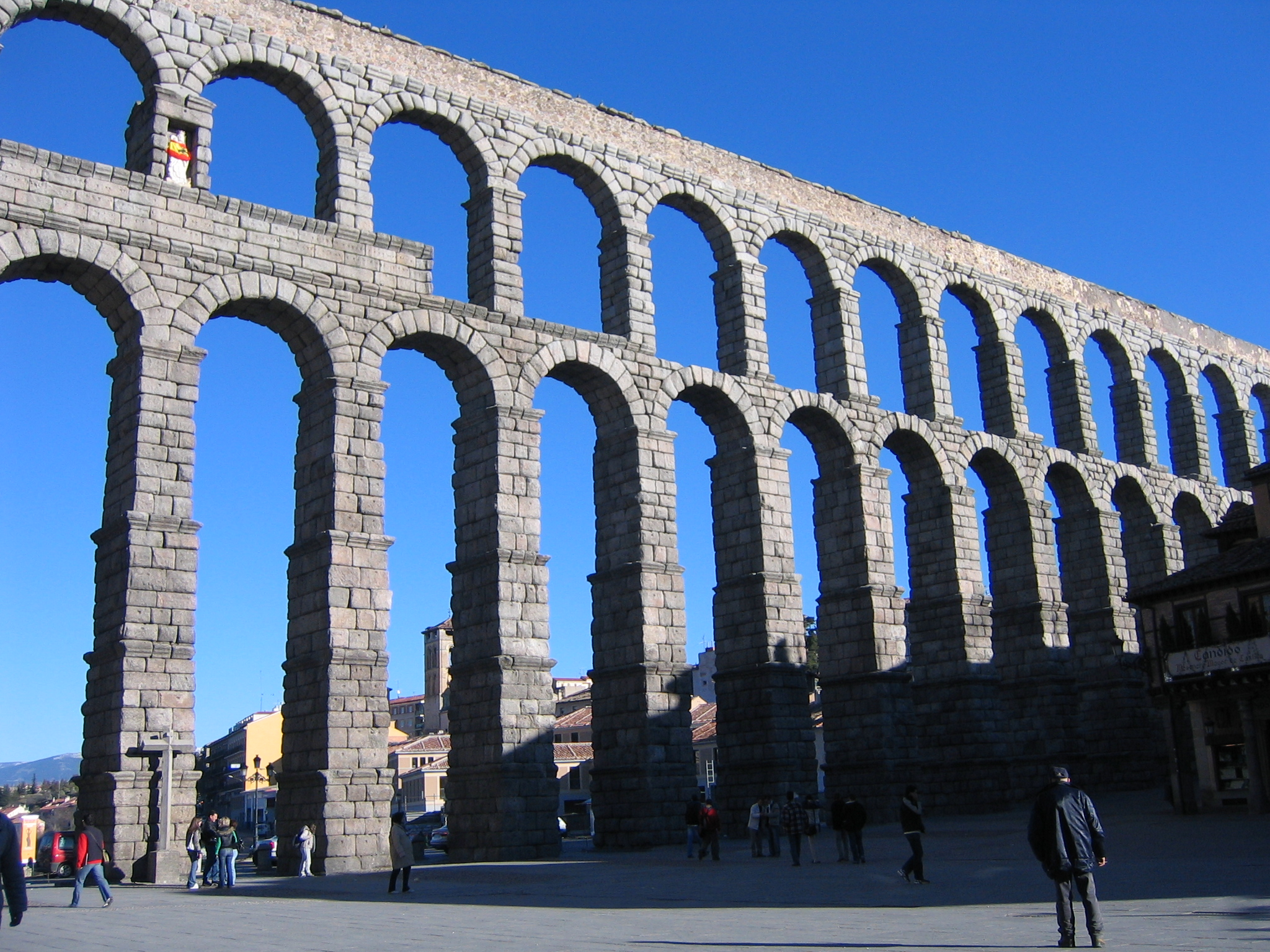
L'acquedotto di Segovia

Dal momento che mancano iscrizioni leggibili (una sembra trovarsi sopra la porzione superiore dell'acquedotto), la data di costruzione non può essere determinata con precisione. Gli studiosi l'hanno identificata tra la seconda metà del primo secolo d.C. ed i primi anni del secondo secolo, durante il regno dell'imperatore Vespasiano o in quello di Nerva o in quello di Traiano. Anche la data di fondazione della stessa Segovia è dubbia. Si sa che i Vaccaei popolarono l'area prima della conquista romana. Le truppe romane che presero il controllo della regione, che cadde sotto la giurisdizione romana (in latino conventus iuridici, in spagnolo convento jurídico) situata a Clunia, si stabilirono in questa zona.
L'acquedotto trasporta acqua dalla sorgente della Fuenfría, situata nelle montagne vicine, a 17 chilometri dalla città, in una regione nota come La Acebeda. Percorre oltre 15 chilometri prima di arrivare in città. L'acqua viene prima raccolta in una vasca chiamata El Caserón ("la grande cisterna"), e quindi incanalata verso una seconda torre nota come Casa de Aguas, che funge sia da dissabbiatore, che da torrino piezometrico. In questo luogo, infatti, l'acqua viene fatta decantare in modo che la sabbia si depositi prima di riprendere il viaggio e nello stesso tempo si assicura una quota certa alla linea piezometrica. Da qui viaggia per 728 metri con una pendenza di circa l'1% fino a raggiungere il Postigo, un affioramento roccioso al centro della città vecchia, dove sorge l'Alcàzar.
Una volta raggiunta Plaza de Díaz Sanz la condotta compie una brusca deviazione dirigendosi verso Plaza Azoguejo. È qui che l'opera si mostra in tutto il suo splendore. A Plaza del Azoguejo l'acquedotto raggiunge il punto più alto con i suoi 28,10 metri. Sottoterra l'edificio si dirama per ulteriori 6 metri di fondamenta.
È composto sia da archi singoli sia da doppi archi supportati da pilastri perfettamente centrati gli uni sugli altri per assicurare la perfetta staticità a quest'opera che altrimenti difficilmente avrebbe superato tanto brillantemente quasi due millenni di storia.
Nel tratto che va dall'entrata in città a Plaza de Díaz Sanz si contano 75 archi singoli e 44 doppi, seguiti da altri quattro archi singoli, per un totale di 167 archi.
La prima sezione, composta da 36 archi, fu ricostruita nel quindicesimo secolo per volontà di Isabella di Castiglia per recuperare una porzione distrutta dai mori nel 1072.

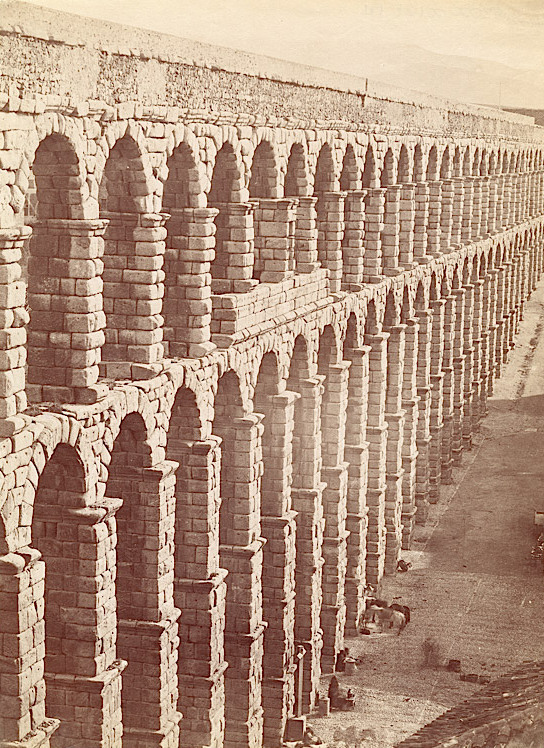
Acquedotto di Segovia da Juan Laurent, c. 1856-1867, Department of Image Collections, National Gallery of Art Library, Washington, DC

La linea architettonica degli archi è essenziale. Essi sono organizzati su uno o due livelli adattandosi all'altimetria del terreno di posa, e costruiti "a tutto sesto", come tipico dell'Architettura romana, dove la semplicità della trasmissione dei carichi fornisce l'adeguato supporto alla struttura. Nel livello superiore gli archi hanno una luce libera di 5,1 metri. I pilastri superiori appaiono più tozzi rispetto a quelli del livello inferiore per la loro minore altezza, mentre in realtà sono anche più stretti, presentando un'ulteriore risega per ovvi motivi di alleggerimento dei carichi che gravano sulla campata inferiore, che si mostra più "snella" in rapporto all'esilità complessiva della struttura a causa della maggiore altezza di quasi tutti i piedritti. Infatti qui ciascun pilastro presenta da due a quattro riseghe per assicurare una quota costante alla campata superiore, rispetto alle variazioni altimetriche del terreno, raggiungendo altezze notevolissime (nel tratto di maggior dislivello dalla quota fissa superiore i quattro pilastri corrispondenti nella campata inferiore raggiungono un'altezza superiore ai 15 metri) rispetto all'esilità trasversale della struttura ed alla sua notevole lunghezza.
L'estremità superiore della struttura è costituita dal canale vero e proprio che la percorre longitudinalmente e all'interno del quale scorre l'acqua, in una sezione "a U" di 1,5 metri X 1,8 metri. Gli archi del livello inferiore hanno una luce approssimativamente ampia 4,5 metri. I loro pilastri aumentano gradualmente di spessore (dall'alto verso il basso) man mano che la topografia del terreno ne fa aumentare l'altezza, dovendo rimanere fissa la quota del canale superiore, dove è necessario che la piezometrica resti quella determinata in sede di progetto. La parte superiore dei pilastri ha una sezione di 1,8 per 2,5 metri, mentre la base è di 2,4 per 3 metri.
L'acquedotto è costruito con 20.400 blocchi di granito assemblati a secco, come mattoni, assicurando la staticità dell'opera grazie al loro perfetto incastro ed al proprio carico gravitazionale (peso proprio). Durante il periodo della dominazione romana ognuno dei tre archi più grandi mostrava un'insegna in lettere di bronzo, contenente il nome del costruttore e della data di costruzione. Attualmente sono visibili ancora due nicchie, una per ciascun lato dell'acquedotto. Si sa che una di loro conteneva l'immagine dell'Eracle egizio, che secondo la leggenda sarebbe il fondatore della città. L'altra nicchia conteneva l'immagine della Vergine della Fuencisla (la santa patrona di Segovia) e di Santo Stefano.

Acquedotto di Segovia

## Importanza dell'opera
La prima ricostruzione dell'acquedotto ebbe luogo durante il regno di re Ferdinando e della consorte Isabella, conosciuti come i Regnanti Cattolici o Monarchi cattolici. Il progetto venne guidato da Don Pedro Mesa, priore del vicino monastero di Jerónimos del Parral. Vennero ricostruiti un totale di 36 archi, con grande cura nel non modificare nulla del lavoro originale. In seguito, nel sedicesimo secolo, vennero piazzate nella struttura le nicchie centrali e la statua su citata. Il giorno di Santa Barbara (4 dicembre), patrona dell'artiglieria, i cadetti della locale scuola militare avvolgono l'immagine della Vergine in una bandiera.
L'acquedotto è il simbolo della città. È stato mantenuto funzionante nel corso dei secoli e preservato in eccellenti condizioni. Ha rifornito di acqua Segovia, e soprattutto il suo Alcázar, fino a poco tempo fa. Durante il ventesimo secolo l'acquedotto ha sofferto, come tutti i monumenti del mondo occidentale, le condizioni atmosferiche gravate dall'inquinamento (piogge acide), deteriorandosi a causa dello smog provocato dagli scarichi degli impianti di riscaldamento e delle automobili. Queste ultime circolavano proprio sotto gli archi. L'erosione naturale del granito ha contribuito a insidiare la struttura nel corso degli anni. Contrariamente a quanto comunemente temuto, le vibrazioni causate dal traffico non hanno portato danni all'acquedotto a causa della sua massa imponente. I progetti di restauro, supervisionati dall'architetto Francisco Jurado, sono in corso dal 1997 al fine di garantirne la sopravvivenza. Durante il restauro, il traffico è stato deviato e Plaza Azoguejo è diventata un'isola pedonale.

## La leggenda

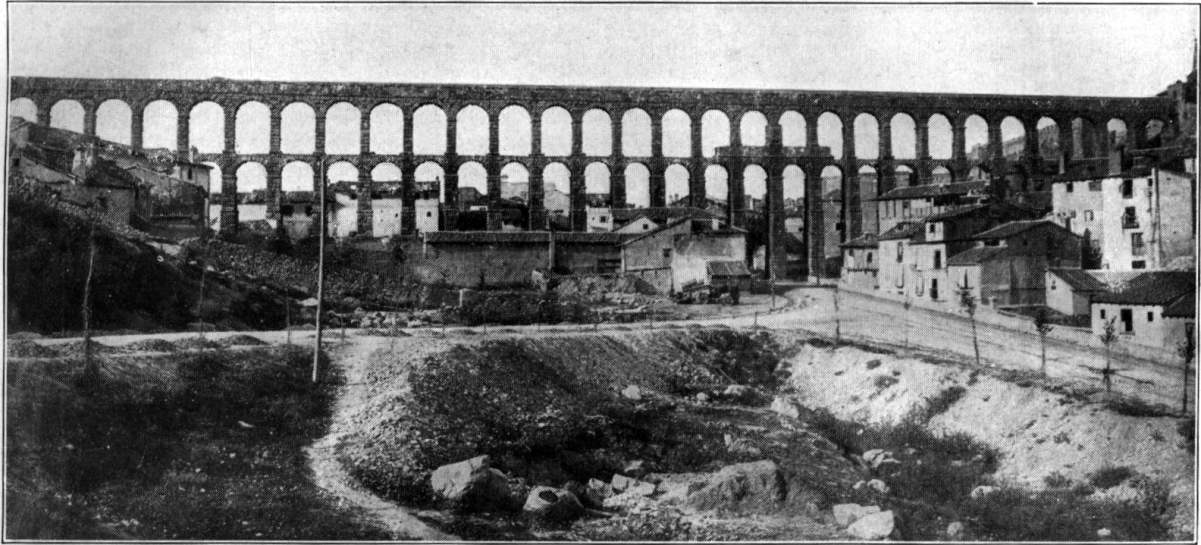
L'acquedotto in una fotografia di inizio novecento

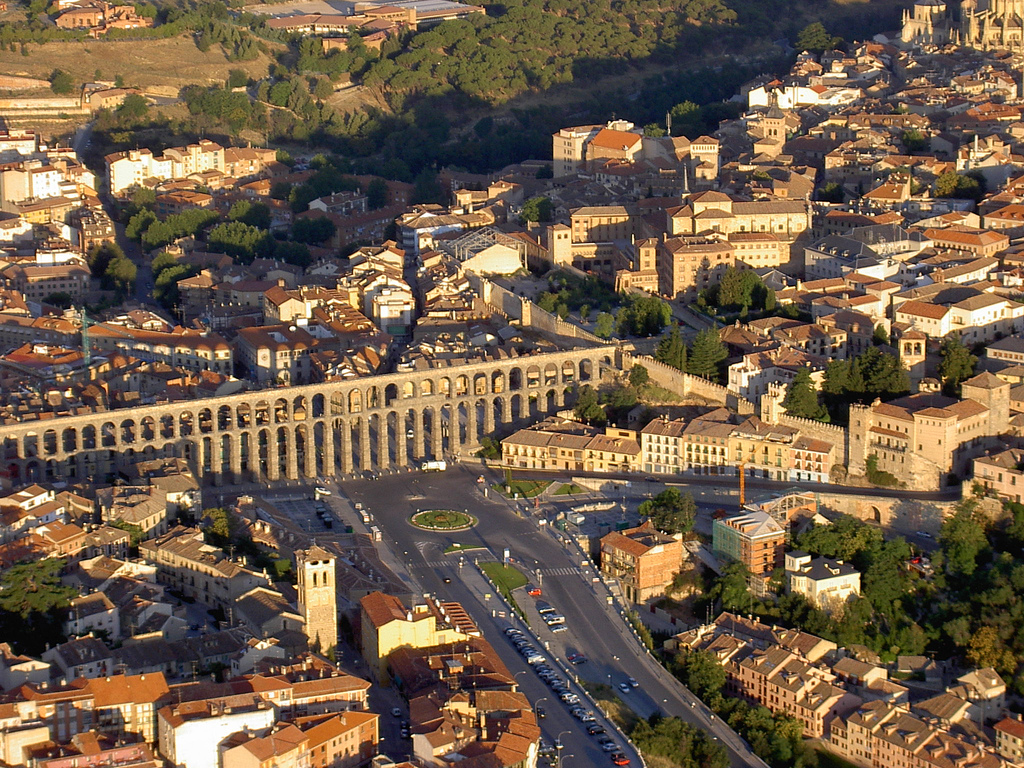
Acquedotto di Segovia

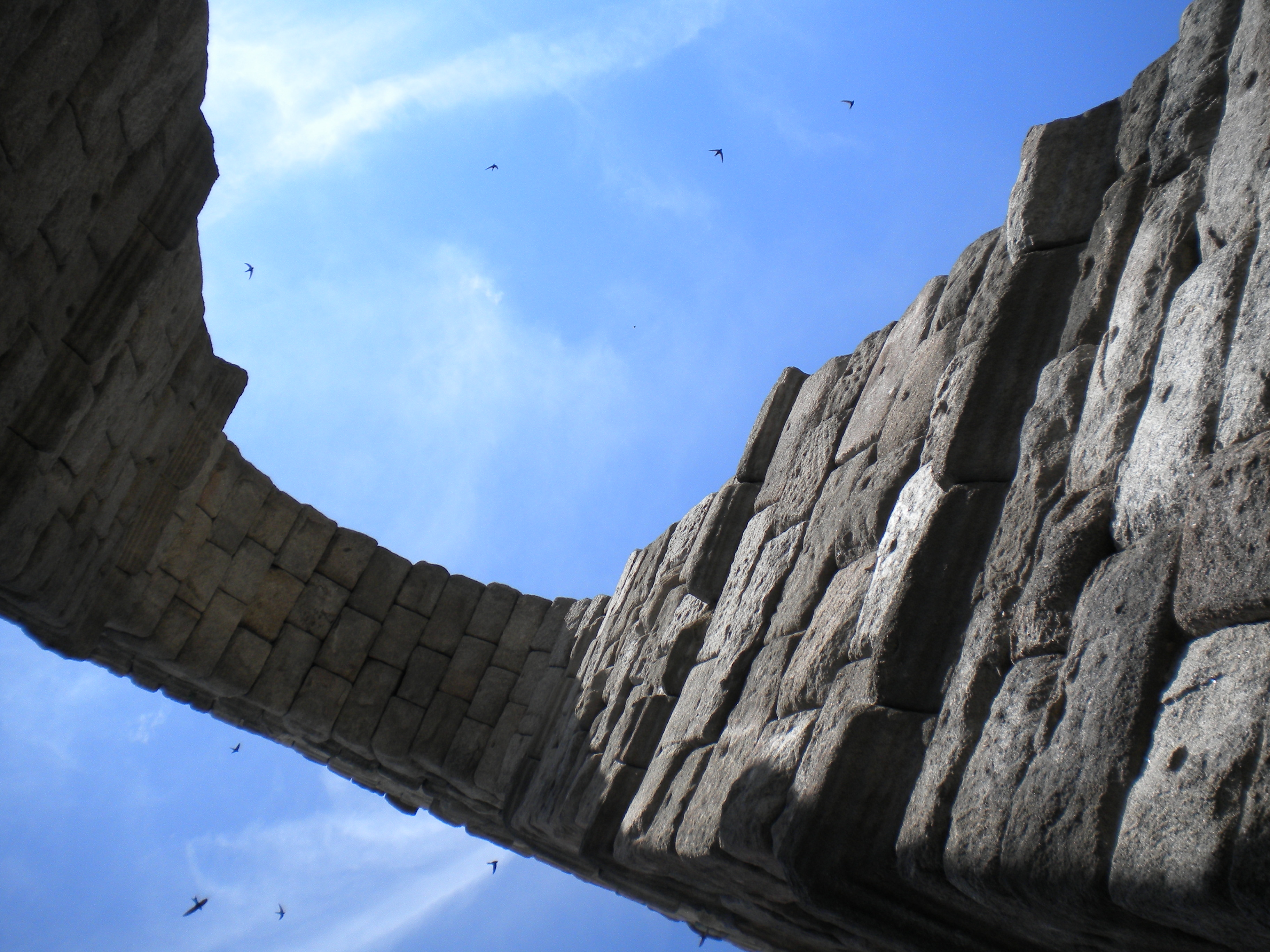
Acquedotto di Segovia

Secondo una leggenda popolare fu il diavolo, e non i romani, a costruire l'acquedotto. Una donna che lavorava come portatrice d'acqua, trasportando la propria secchia tra le strette strade della città, incontrò il diavolo: lei gli promise la propria anima se fosse riuscito a portare l'acqua a casa sua prima del canto del gallo.
Quando scese la notte una grossa tempesta invase la città.
Nessun cittadino, a parte la donna, sapeva che aveva origini soprannaturali, e lavorava per conto del demonio al fine di portare a termine la sua parte del contratto. Mentre il diavolo stava posando le pietre, la donna si pentì dell'accordo fatto e per evitare di perdere la sua anima pregò la Vergine tutta la notte per evitare di doverlo rispettare. Secondo la leggenda, le sue preghiere vennero ascoltate, la notte durò di meno e il gallo cantò poco prima che il diavolo potesse posare l'ultima pietra, per cui la sua anima fu salva.
La donna confessò il proprio peccato ai cittadini che, dopo aver spruzzato gli archi con acqua santa, furono felici di accettare la nuova aggiunta alla città.